# Parco naturale regionale di Gantrisch
Il parco naturale regionale di Gantrisch è uno dei 17 parchi d'importanza nazionale in Svizzera. Nel 2021, il parco comprende 22 comuni, dei quali 21 si trovano nel Canton Berna e uno, Plaffeien, nel Canton Friburgo.
Il parco naturale di Gantrisch copre una superficie di 414 km² e ha un'altitudine compresa tra 510 m (Aeroporto di Berna) e 2239 m (Monte Schafberg) e comprende la regione del Lac Noir (Schwarsee).

## Localizzazione e geografia
Il parco naturale di Gantrisch si trova tra le tre città svizzere di Berna, Thun e Friburgo ed è attraversato dal fiume Gürbe, dal fiume Schwarzwasser e dal fiume Singine. L'area del parco comprende il Längenberg, una morena laterale del ghiacciaio dell'Aar, nonché il Belpberg, anch'esso costituito in parte da materiale morenico del ghiacciaio dell'Aar. A sud, il Parco naturale del Gantrisch è delimitato dal massiccio del Gantrisch, che dà il nome al parco e contiene l'area delle sorgenti del Gürbe. A sud-ovest del parco si trova il Lac Noir.

## Attrazioni
Le principali attrazioni del parco includono il museo della Fondazione Abegg, il castello di Schwarzenburg, il Lago Nero e il Kaiseregg.